# Worldwatch Institute
Worldwatch Institute blev grundlagt i 1974 af Lester Brown. Instituttets arbejde drejer sig om overgangen til et miljømæssigt bæredygtigt og socialt retfærdigt samfund og om metoder til at opnå det.
Siden det første Worldwatch-dokument blev offentliggjort i 1975, har organisationen været banebrydende inden for diskussionen om miljø- og samfundsspørgsmål. Det har den opnået ved at undersøge spørgsmålene ud fra et globalt og tværfagligt synspunkt.
Organisationen finansierer hovedsageligt undersøgelserne ved tilskud fra private fonde og gaver fra enkeltpersoner. Worldwatch Institute udgiver årbogen State of the World og flere andre tidsskrifter.
Worldwatch Institute har været kritiseret af Bjørn Lomborg.
Nuværende projekter omfatter Bill og Melinda Gates Foundation midler, nærende Planet Arkiveret 3. april 2011 hos  Wayback Machine, en sammenlignende analyse af miljømæssigt bæredygtigt landbrug nyskabelser til at afhjælpe fattigdom og sult. Tilstand af World 2011: Innovationer, som Nourish the Planet Arkiveret 3. april 2011 hos  Wayback Machine blev frigivet i januar 2011.
Os projetos atuais incluem a Fundação Bill e Melinda Gates financiou, Nutrir o Planeta Arkiveret 3. april 2011 hos  Wayback Machine, uma análise comparativa das inovações da agricultura ambientalmente sustentável para reduzir a pobreza ea fome. Estado do Mundo de 2011: Inovações que Nutrir o Planeta Arkiveret 18. april 2011 hos  Wayback Machine foi lançado em janeiro de 2011.